# 頻譜效率
頻譜效率（英語：Spectral efficiency）是指在數位通信系統中的頻寬限制下，可以傳送的資料總量。它是在有限的頻譜下，物理層通信協議（有时是介质访问控制，信道接入协议）可以達到的使用效率的量度。

## 链路频谱效率
数字通信系统的链路频谱效率（Link spectral efficiency）的單位是 bit/s/Hz， 或(bit/s)/Hz（较少用，但更准确）。其定义为净比特率（有用信息速率，不包括纠错码）或最大吞吐量除以通信信道或数据链路的带宽（单位：赫兹）。调制效率定义为總比特率（包括纠错码）除以带宽。
频谱效率通常被用于分析数字调制方式的效率，有时也考虑前向纠错码（forward error correction, FEC）和其他物理层开销。在后一种情况下，1个“比特”特指一个用户比特，FEC的开销总是不包括在内的。
例1：1kHz带宽中可以传送毎秒1000bit的技术，其频谱效率或调制效率均为1 bit/s/Hz。
例2：電話网的V.92调制解调器在模拟电话网上以56,000 bit/s的下行速率和48,000 bit/s的上行速率传输。經由電話交換機的濾波，频率限制在300Hz到3,400Hz之間，带宽相应為 3400 − 300 = 3100 Hz 。頻譜效率或调制效率为 56,000/3,100 = 18.1 bit/s/Hz（下行）、48,000/3,100 = 15.5 bit/s/Hz（上行）。
使用FEC 的架空調變方式可達到最大的頻譜効率可以利用標本化定理來求得，信号的字母表(計算機科学)利用符號數量M來組合、各符号使用 N = log2 M bit來表示。此情況下頻譜效率若不使用編碼間干涉的話，無法超過2N bit/s/Hz的效率。舉例來說，符號種類有8種、每個各有3bit 的話，頻譜効率最高不超過6 bit/s/Hz。
在使用前向錯誤更正編碼的情形時頻譜效率會降低。比如說使用1/2編碼率的FEC時，編碼長度會變為1.5倍，頻譜效率會降低50%。頻譜效率降低的同時FEC可以改善信號的信噪比(並非一定會有改善)。
對某個信噪比通信回來說、在完全沒有傳輸錯誤，且編碼與調變方式皆處於理想的狀況時，其頻譜效率的上限可由哈特利定理得出。比如說信噪比1即分貝為0時，無論編碼與調變方式如何變化，頻譜效率不會超過1 bit/s/Hz。
Goodput（應用層情報使用的量）比一般在此計算的吞吐量還小，其原因為有封包再次傳送、超傳輸協議的架空造成的。
頻譜效率這個用語，會產生數值越大的話可以使周波數頻譜產生更有效的誤解產生。比如手機因為頻譜擴散與使用FEC技術使得頻譜效率低下，但信噪比不好有時還是可以正常通信。因此可以使用到比周波頻寬數還多的鏈結、以整體來看其效果可以彌補頻譜效率低下的缺點還有過之。如同後面會提到的，具有較為合適尺度代表”單位頻寬利用率”單位的bit/s/Hz存在，這是屬於分碼多工(CDMA)的技術並已成為數位手機的基本構成技術。但是電話線路與有線電視網等由於沒有頻道相互干擾的問題，其使用的基本上皆為其信噪比下最大頻譜效率。

## 系統頻譜效率
無線網路是以系統頻譜效率'在有限的無線周波数頻寬下可以同時支援的客戶數與服務進行量化。其單位為bit/s/Hz/area unit、bit/s/Hz/cell、bit/s/Hz/site 等進行計量。有可以把系統能同時支援使用者的吞吐量與goodput的總量以通信迴路的頻寬(Hz)來表示。這並不單影響使用單一通信迴路的技術，多元連接手法與無線資源管理技術也受到影響，特別是動態無線資源管理可以得到改善。定義最大goodput時，會排除掉通信迴路間的相互干渉與衝突，高階通訊協定的架空也是忽略不計的。
手機網絡的容量也是以1 MHz 周波數頻寬上可以同時最大連接線数來表示，即Erlang/MHz/cell、Erlangs/MHz/sector、Erlangs/MHz/km² 等單位。這個數值也影響到訊息編碼技術（數據壓縮）、在類比電話網絡也有使用。
例: 以頻分多址 (FDMA)與固定頻道分配(FCA)為基礎的手機系統在頻率再利用係数是 4的時候、各基地局可以利用的是所有頻譜的1/4。根據此推算、最大系統頻譜效率（bit/s/Hz/site）是鏈結頻譜效率的 1/4。各基地局使用3個扇形天線將訊號分為3扇區時，被稱為4/12再利用模式。各部份可以使用全頻譜的1/12，因此系統的頻譜效率（bit/s/Hz/cell 或 bit/s/Hz/sector）為鏈結頻譜效率的1/12。
即使鏈結頻譜效率（bit/s/Hz）偏低，以 “系統頻譜效率”的観点來看，並不一定代表編碼效率不好。例如、分碼多工(CDMA) 頻譜擴散為單一通信回路(即只有一位使用者)時，頻譜效率是不好的，但是由於在同一頻寬中有複數的通信回路存在，因此系統頻譜效率非常好。
例: 以W-CDMA 3G 手機系統來說、打電話時最大壓縮8,500 bit/s時、會造成 5 MHz 頻寬的擴散，此時此連接的吞吐量為8,500/5,000,000 = 0.0017 bit/s/Hz。在這情形下同扇區內可以有同時容納100通電話(有聲音)的進行。由於各基地局以3個方向的扇形天線區分為3個扇區，在頻譜擴散後、頻率再利用係數會變的比1還小。此時的系統頻譜效率為 1 · 100 · 0.0017 = 0.17 bit/s/Hz/site亦或 0.17/3 = 0.06 bit/s/Hz/cell（也可換算成 bit/s/Hz/sector）。
頻譜效率可以使用固定/動態頻道分配、電力控制、 即被稱為Link Adaptatio的無線資源管理技術來進行改善。

## 比較表
以下為一般通信系統的頻譜效率數值。
| 服務                    | 規格                        | 每秒頻道的頻寬R (Mbit/s) | 頻道的頻寬B (MHz)    | 鏈結頻譜效率 R/B (bit/s/Hz) | 典型的頻率再利用係数 1/K | 系統頻譜效率 一般 R/B/K 數值 (bit/s/Hz/site) |
| ----------------------- | --------------------------- | ------------------------ | -------------------- | --------------------------- | ------------------------ | -------------------------------------------- |
| 第二世代手機 (2G)       | GSM 1993                    | 0.013·8 時隙 = 0.104     | 0.2                  | 0.52                        | 1/7                      | 0.17                                         |
| 2.75G                   | GSM + EDGE                  | 最大 0.384 通常 0.20     | 0.2                  | 最大 1.92 通常 1.00         | 1/7                      | 0.33                                         |
| 2.75G                   | IS-136HS + EDGE             | 最大 0.384 通常 0.27     | 0.2                  | 最大 1.92 通常 1.35         | 1/7                      | 0.45                                         |
| 第三世代手機 (3G)       | W-CDMA FDD 1997             | 傳到手機時最大 0.384     | 5                    | 傳到手機時最大 0.077        | 1/7                      | 0.51                                         |
| 3.5G                    | HSDPA 2007                  | 傳到手機時最大 14.4      | 5                    | 傳到手機時最大 2.88         | 1/7                      | 0.71                                         |
| 3.5G                    | HSOPA OFDMA                 | 傳到手機時最大 100       | 10                   | 傳到手機時最大 5            | 1/7                      | 0.71                                         |
| 第三世代携帯電話 (3G)   | CDMA2000 1x                 | 傳到手機時最大 0.144     | 1.25                 | 傳到手機時最大 0.115        | 1/7                      | 0.51                                         |
| Wi-Fi                   | IEEE 802.11a/g 2003         | 最大 54                  | 20                   | 最大 2.7                    | 1/3                      | 0.9                                          |
| Wi-Fi                   | IEEE 802.11n Draft 2.0 2007 | 最大 144.4               | 20                   | 最大 7.22                   | 1/3                      | 2.4                                          |
| WiMAX                   | IEEE 802.16 2004            | 96                       | 20 (1.75, 3.5, 7...) | 4.8                         | 1/4                      | 1.2                                          |
| 數位廣播                | DAB                         | 0.576 ～ 1.152           | 1.712                | 0.34 ～ 0.67                | 1/5                      | 0.08 ～ 0.17                                 |
| 數位廣播                | DAB + SFN                   | 0.576 ～ 1.152           | 1.712                | 0.34 ～ 0.67                |                          |                                              |
| 數位電視                | DVB-T                       | 最大 31.67 通常 22.0     | 8                    | 最大 4.0 通常 2.8           | 1/5                      | 0.55                                         |
| 數位電視                | DVB-T + SFN                 | 最大 31.67 通常 22.0     | 8                    | 最大 4.0 通常 2.8           |                          |                                              |
| 數位電視                | DVB-H                       | 5.5 ～ 11                | 8                    | 0.68 ～ 1.4                 | 1/5                      | 0.14 ～ 0.28                                 |
| 數位電視                | DVB-H + SFN                 | 5.5 ～ 11                | 8                    | 0.68 ～ 1.4                 |                          |                                              |
| 光纖用數位電視TV        | 256-QAM                     | 38                       | 6                    | 6.33                        | 1                        | 6.33                                         |
| 第四代移动通信（LTE）   | TD-LTE、LTE-FDD             | 最大下行链路100          | 20                   | 5                           | 1                        | 5                                            |
| 第五代移动通信（5G NR） | 5G NR （NewRadio）          | 最大下行链路1000         | 100                  | 10                          | 1                        | 10                                           |